# ويل فلاينت
ويل فلاينت (بالإنجليزية: William Arthur Flynt)‏ هو لاعب كرة قاعدة أمريكي، ولد في 23 نوفمبر 1967 في إسكونديدو في الولايات المتحدة.

## وصلات خارجية
- ويل فلاينت على موقع الدوري الياباني لكرة القاعدة (الإنجليزية)
- ويل فلاينت على موقعبيزبول رفرنس.كوم (الدوري الثانوي) (الإنجليزية)